# 31e législature de la Chambre des représentants de Belgique
La 31e législature de la Chambre des représentants de Belgique a commencé le 23 juin 1936, et s'est achevée le 13 avril 1939. Elle fait suite aux élections législatives du 24 mai 1936.
La Chambre compte 202 élus.

## Membres

### Province d'Anvers
- Frans Van Cauwelaert (CVP)
- Hendrik Marck (nl) (CVP), 1er vice-président
- Leo Delwaide (CVP)
- Camille Huysmans (POB), président de la Chambre
- Lode Craeybeckx (POB)
- Willem Eekelers (POB)
- Robert de Kerchove d'Exaerde
- Jean-Baptiste Samyn (POB)
- Louis Joris (Lib)
- Gaspard Jamar (POB)
- Hubert Mampaey
- Frans De Schutter
- Jozef Van Santfoort
- Werner Koelman
- Louis Boeckx
- Charles Convent (9.02.1937) remplace Lucas Hertoghe (REX)
- Hendrik Borginon
- Désiré Bouchery
- Philip Van Isacker
- Joannes Laenen
- Jean Schaepherders
- Augustinus Hens
- Alphonse Van Hoeck
- Jan-Baptist Rombauts
- Thomas Debacker
- Karel Pelgroms
- Edgard Maes, secrétaire
- Gaston Fromont
- Arthur Janssens

### Province de Brabant
- Émile Vandervelde
- Fernand Brunfaut
- Louis Uytroever
- Frans Gelders
- Frans Fischer
- Albert Marteaux
- Paul-Henri Spaak
- Isabelle Blume
- Henry Carton de Wiart
- Corneille Fieullien
- Emmanuel De Winde
- Charles du Bus de Warnaffe
- Jan Van den Eynde
- Jacques Van Buggenhout
- Louis Baillon
- Albert Devèze
- Léon Mundeleer, 2e vice-président
- Adolphe Max
- Paul Hymans
- Marcel-Henri Jaspar
- Pierre Daye (REX)
- Raphaël Sindic (démissionne en 1938) (REX)
- Alfred Olivier(démissionne le 9.03.1937) (REX)
- Maurice Derudder (REX)
- Robert Motteux (REX)
- Staf Declercq
- Karel Lambrechts
- Joseph Jacquemotte décédé en octobre 1936
- Xavier Relecom
- Jean Berlemont
- Alfons Vranckx
- August Smets
- Jan Vael
- Antoine Léonard (8.12.1937) remplace Prosper Poullet (+ 3.12.1937)
- Albert de Vleeschauwer
- Jules Sieben
- Charles De Jaegher
- Jules Mathieu (fin en 1937, devient gouverneur de Liège)
- Henri Delor
- Louis Delvaux
- Charles-Emmanuel Janssen
- Paul Collet (REX)
- Pierre Bosson

### Province de Flandre-Occidentale
- Achille Van Acker
- René Debruyne
- Frans Desmidt
- Joseph Devroe
- August Debunne
- Joseph Vandevelde
- Jules Deconinck
- Jules Coussens
- Maurice De Jaegere
- Omer Vandenberghe
- Julien Peurquaet
- Karel Goetghebeur
- Georges Delputte
- Adolphe Van Glabbeke
- Jeroom Leuridan (nl)
- Adiel Dierkens
- Gustave Sap
- Emile Allewaert
- Reimond Tollenaere
- Edgard Missiaen
- Damiaan Robert Deman
- Emeil Butaye

### Province de Flandre Orientale
- Alfred Nichels
- Prosper De Bruyn
- Petrus Van Schuylenbergh
- Albert Van Hecke
- Clément Behn
- Albert D'Haese
- Leo Vindevogel
- Alfred Amelot
- Philippe Behaghel de Bueren (REX) (+ 2/03/1938)
  - August Balthazar (nl)
- Edouard Anseele (+ 18/02/1938)
- Joseph Chalmet
- Désiré Cnudde
- August De Schryver
- Jules Maenhaut
- Adolf Dhavé
- Albert Kluyskens
- Albert Mariën
- Louis Duysburgh (REX)
- Victor De Lille (nl)
- Hendrik Elias
- Charles Van Hoeylandt
- Auguste Raemdonck van Megrode
- Henri Heyman
- Joannes Seghers
- Hippolytus Vandemeulebroucke (+ 30.11.1936)
- Jozef Duchâteau
- Joannes Steps
- Edmond Rubbens (ministre des colonies; + 27/04/1938)

### Province de Hainaut
- Émile Brunet
- Georges Bohy
- Eugène Van Walleghem
- Arthur Gailly
- Victor Ernest
- Ernest Drion du Chapois
- Edmond Leclercq
- Prosper Teughels (REX)
- Georges Glineur
- Désiré Deseillier
- Jean Bodart
- Achille Delattre
- Louis Piérard
- Léo Collard
- Louis Goblet
- Gustave Debersé
- Victor Maistriau
- Juvénal Gandibleux
- Gaston Hoyaux
- Emile Schevenels
- Joseph Martel
- Pierre Vouloir
- Ernest Petit
- Max Buset
- Michel Devèze
- Arsène Caignet (REX)
- Ursmar Depotte
- Jules Hossey
- Jacques Haustrate
- Vincent Cossée de Maulde
- René Lefebvre
- Gustave Wyns (REX)

### Province de Liège
- Arthur Wauters
- Georges Hubin
- Louis Dijon
- Joseph Pierco
- Jules Merlot
- René Delbrouck
- Georges Truffaut
- François Van Belle
- Antoine Sainte
- Paul Gruselin
- Émile Jennissen
- Marcel Philippart
- Carlos Leruitte (REX)
- Ursmard Legros (REX)
- François Knaepen (REX)
- Julien Lahaut  (PCB)
- Eugène Beaufort
- Adèle Degeer-Adère
- Jules Hoen
- Mathieu Duchesne
- Constant Sandront
- Sébastien Winandy
- Henri Horward (REX)
- René Wintgens (REX)

### Province de Limbourg
- Emile Blavier
- Pierre Ghysen
- Frans Verpoorten
- Henricus Ballet
- Pierre Beckers
- Paul Neven
- Gérard Romsée
- Jozef Deumens (jusqu'en 1937)
- Petrus Vaes

### Province de Luxembourg
- Albert Goffaux
- Jean Merget
- Alphonse Collet (REX)
- Mathieu Jacques
- Jules Poncelet
- Albert Fasbender (REX)

### Province de Namur
- Jules Blavier
- Denis Henon
- Hyacinthe Housiaux
- Adelin Vermer (REX)
- Lucien Harmegnies
- Joseph Gris
- Louis Huart
- François Bovesse
- Jean Denis (REX)